# Rashad al-Alimi
Rashad Muhammad al-Alimi (Al-Aloom, 1954) é um político iemenita, atual Presidente do Conselho de Liderança Presidencial do Iémen desde 7 de abril de 2022.

## Biografia
Rashad al-Alimi nasceu em 1954 em Al-Aloom, uma vila na província de Taiz, é filho do juiz Mohammed ben Ali al-Alimi. Graduou-se Gamal Abdel Nasser College em Sanaa em 1969. Posteriormente, obteve um diploma de bacharel em ciências militares da Faculdade de Polícia do Kuwait em 1975, e outro diploma universitário em artes da Universidade de Sanaa em 1977, depois mestrado e doutorado em sociologia pela Universidade Ain Shams, no Egito, entre 1984 e 1988.
Membro do Congresso Geral do Povo, foi Ministro do Interior de 2001 a 2008. Em seguida, tornou-se presidente do Comitê Supremo de Segurança e vice-primeiro-ministro encarregado de Assuntos de Defesa e Segurança em maio de 2008, tornando-se posteriormente membro da Conferência Nacional de Diálogo do Iêmen, então conselheiro do presidente Abdrabbuh Mansur Hadi em 2014.
Em 3 de junho de 2011, durante a Batalha de Saná, al-Alimi foi ferido junto com Ali Abdullah Saleh durante um ataque à Mesquita Al-Nahdin no Palácio Presidencial. Foi posteriormente transferido para a Arábia Saudita e para a Alemanha para tratamento, antes de retornar a Sanaa em 13 de junho de 2012. Deixou a cidade novamente como resultado da tomada de poder pelos Houthis e passou a residir na Arábia Saudita em 2015. Al-Alimi tornou-se presidente do Conselho de Liderança Presidencial, órgão com poderes do Presidente do Iêmen, em 7 de abril de 2022.